# Cimetière parisien de Pantin
Der Cimetière parisien de Pantin (deutsch Pariser Friedhof von Pantin) ist ein Pariser Friedhof extra muros. Er liegt nicht im Stadtbereich von Paris, wird jedoch von dort aus verwaltet. Er liegt auf dem Gebiet der Gemeinde Pantin im Département Seine-Saint-Denis. Zum Eingang führt die 260 m lange Avenue du Cimetière-Parisien, die an der Avenue Jean Jaurès (Bushaltestelle) beginnt. Die Grenzmauern liegen an folgenden Straßen: Rue Diderot, Avenue de la Division Leclerc und Avenue du Général Leclerc.
Mit einer Fläche von 107,6 ha ist er der größte Pariser Friedhof und zugleich der größte in Frankreich, der noch betrieben wird.

## Geschichte und Beschreibung

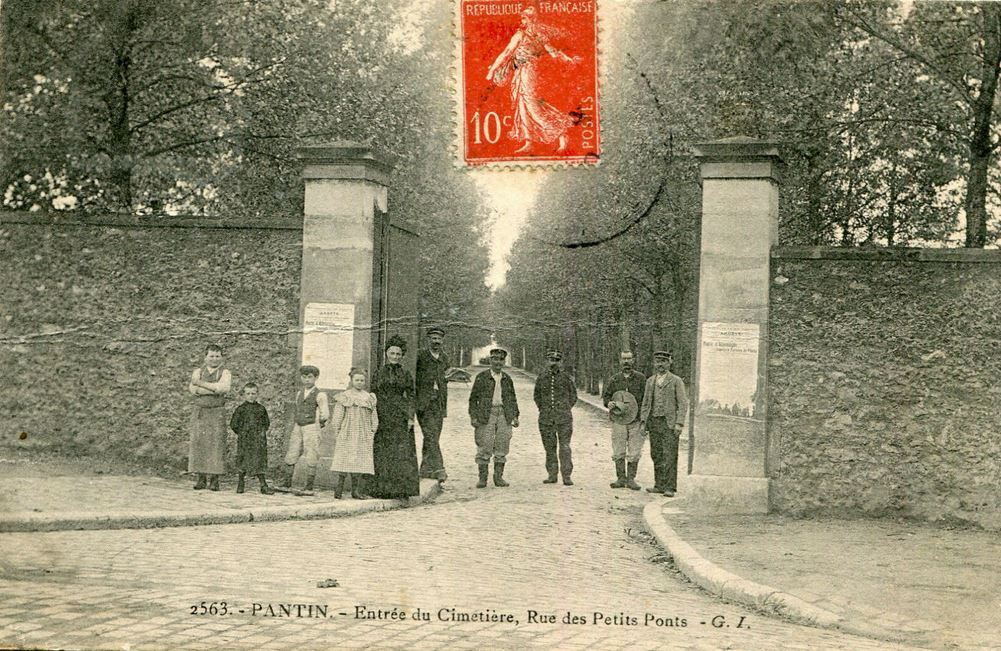
Eingang Rue des Petits-Ponts auf einer alten Postkarte

Der Friedhof wurde gleichzeitig mit dem von Bagneux am 15. November 1886 eröffnet und beide haben einen gemeinsamen Eingang.
Es gibt insgesamt fast 200.000 Grabstätten, die in 180 Abteilungen auf einer Fläche von 107,6 Hektar verteilt sind. Seit der Eröffnung sind hier eine Million Personen bestattet worden. Jedes Jahr kommen etwa 5.000 hinzu.

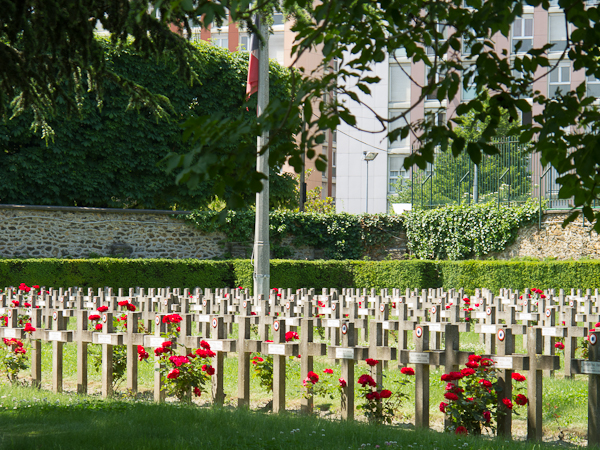
Carré militaire auf dem Cimetière parisien de Pantin

Der Militärfriedhof mit den Toten des Ersten Weltkriegs umfasst 3.201 Grabmale.
1918 wurde in der 30. Abteilung ein Abschnitt für Muslime (Carré musulman) eingerichtet.
Es gibt mehrere Abteilungen für Tote jüdischen Glaubens.
Auf dem Friedhof stehen etwa 8.700 Bäume von über 70 verschiedenen Arten.
Am 30. März 1919, während des Ersten Weltkriegs, explodierte ein Geschoss der dicken Bertha auf dem Gelände des Friedhofs.

## Persönlichkeiten auf dem ‘‘Cimetière parisien de Pantin‘‘

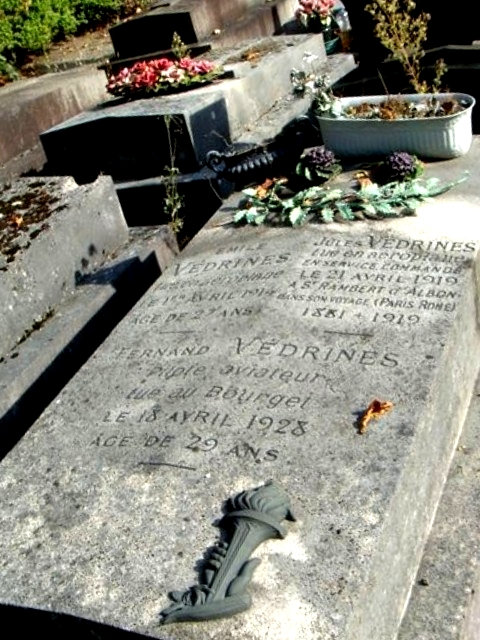
Grabmal des Fliegers Jules Védrines

Der Friedhof untersteht der Verwaltung der Stadt Paris. Berühmte Personen und deren Familien ziehen es daher vor, in Friedhöfen im inneren Stadtbereich (intra muros) beerdigt zu werden. Daher kommt es, dass es, zum Vergleich mit den innerstädtischen Friedhöfen (Cimetière du Père-Lachaise, Cimetière de Montmartre, Cimetière Montparnasse) im Cimetière parisien de Pantin so wenig Berühmtheiten gibt.
- Jeanne Aubert (1900–1988); Sängerin und Schauspielerin – Division 16
- Jacques Audiberti (1899–1965); Lyriker, Schriftsteller, Dramatiker und Journalist – Division 32
- Henri Belolo (1936–2019); französischer Musikproduzent
- Jacques Bergier (1912–1978); Journalist und Sachbuchautor
- Émile Bernard (1868–1941); Maler – Division 43
- Damia (1889–1978); Chanteuse – Division 55
- René Daumal (1908–1944); Schriftsteller – Division 85
- Fréhel (1891–1951); Chanteuse – Division 23
- Wiera Gran (1916–2007); Chanteuse
- Alphonse Halimi (1932–2006); Boxer
- Ginette Leclerc (1912–1992); Schauspielerin (La Femme du boulanger von Marcel Pagnol 1938) – Division 14
- Emmanuel Levinas (1906–1995); Philosoph und Autor – Division 114
- Jean-Pierre Melville (1917–1973); Filmregisseur und Drehbuchautor – Division 8
- Pierre-Louis (1917–1987); Schauspieler (Razzia sur la chnouf 1955) – Division 21
- Xavier Tartacover (1887–1956); Schachspieler
- Antoine Tisné (1932–1998); Komponist
- Charles Auguste Varsavaux (1866–1935); Fotograf – Division 142
- Ilarie Voronca (1903–1946); Dichter, Prosaschriftsteller und Essayist – Division 110
- Louise Weber genannt «la Goulue» (1866–1929); Cancan-Tänzerin und Dompteuse, vom Maler Toulouse-Lautrec verewigt, später auf den Friedhof von Montmartre umgebettet.